# 廣廈天都城

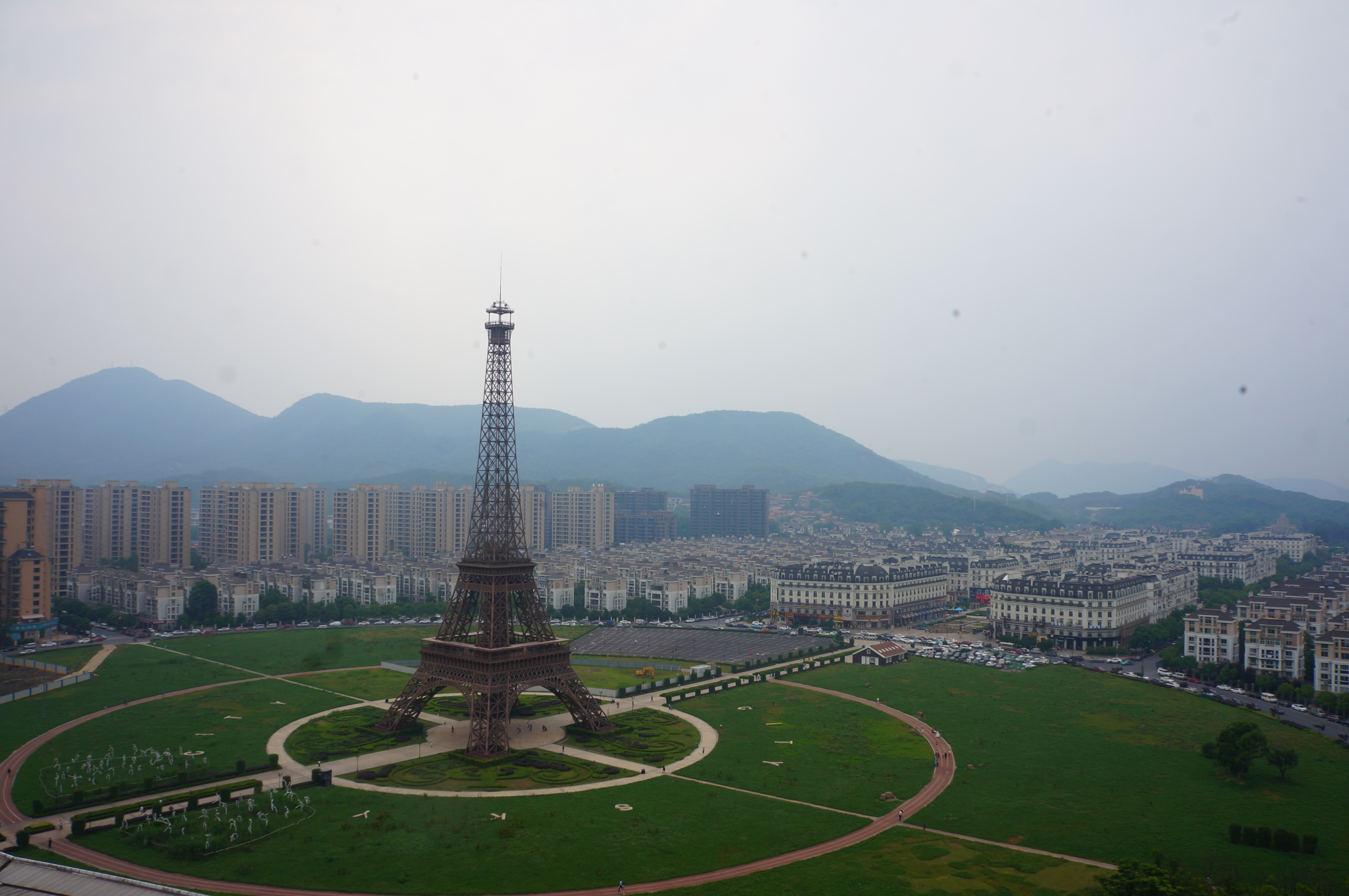
天都城俯瞰

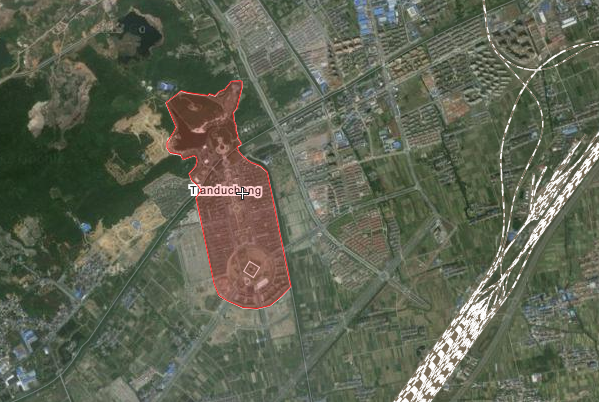
楼盘地图

廣廈天都城，通称天都城，是浙江广厦开发的大型楼盘，位於杭州市临平区星橋街道，佔地面積7000餘畝，總建築面積480萬平方米，規劃居住人口近10萬人，並以「極像法國巴黎」的建築和市區設計而聞名。
天都城充滿模仿法國巴黎的街景，有巴黎風格的傳統建築建築、噴泉和景觀。中心更有高108米，以3:1 比例建造的艾菲爾鐵塔複製品 （巴黎真正的埃菲爾鐵塔高324米）。區內除了有百餘幢模仿巴黎風格的建築，更有香榭麗舍大道及巴黎戰神廣場的複製品，在一片人工湖邊上，還仿製了法國的香波爾城堡。小鎮在人工湖還建造了仿製的凡爾賽宮。

此項目開始建設於2007年，開發商為浙江廣廈的子公司浙江天都实业有限公司。

## 歷史

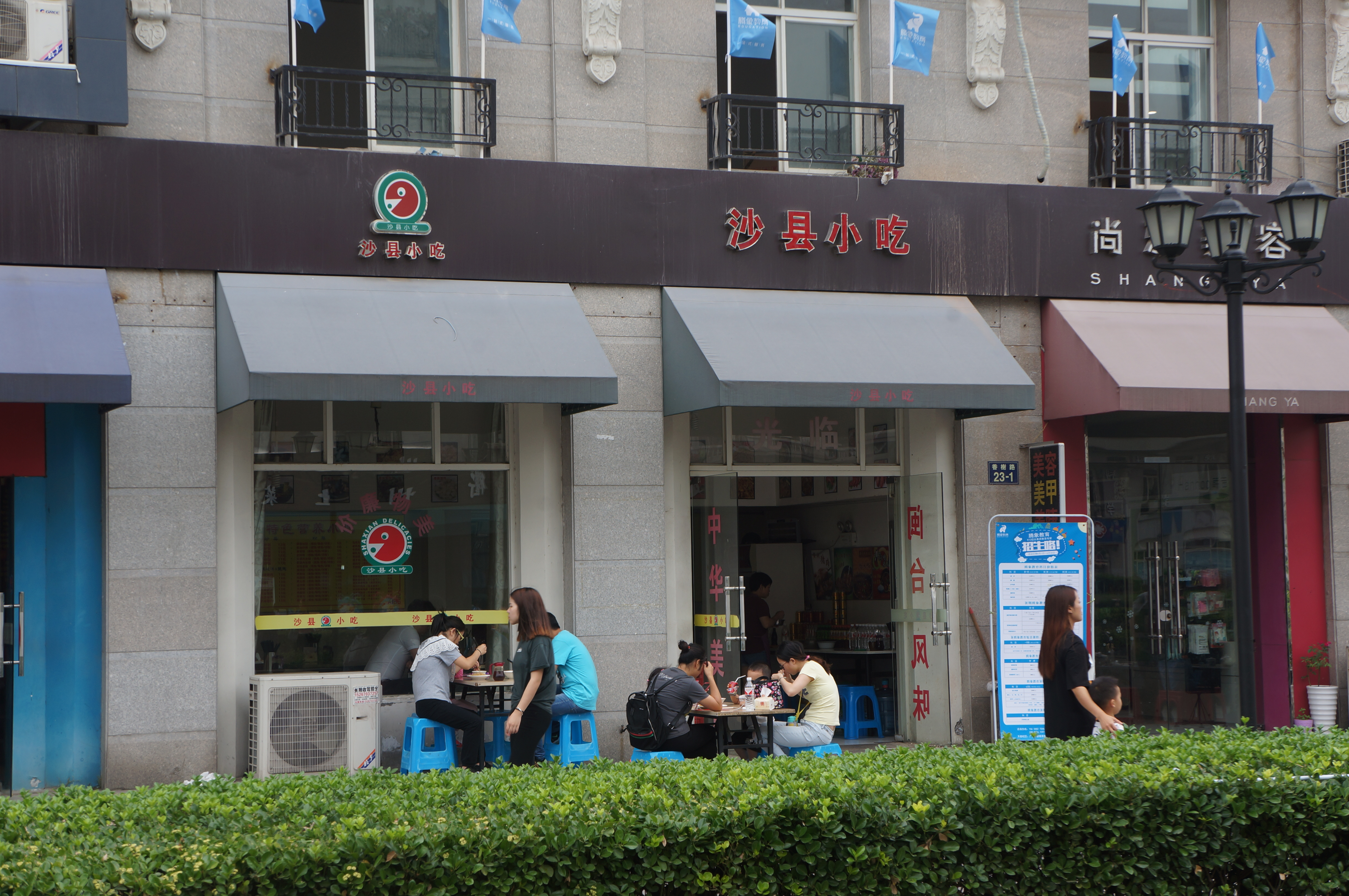
“香榭路”上的沙县小吃餐馆

1999年4月，廣廈集團與盈華實業合資成立「浙江天都實業有限公司」，共同開發廣廈天都城。廣廈集團創始人樓忠福希望藉建造天都城，完成心中多年的「打造城中之城」的夢想。該公司於2001年拿到7,000畝地興建天都城。
廣廈天都城的宣傳單張有以下信息：「十年造一城，規劃占地7000余畝，居住人口可達10萬人的天都城，10個苑區先後竣工，100餘萬平方米相繼交付，6000戶家庭陸續入住。」
天都城計劃有居民10萬人，2013年時估計有居民2,000人左右，其中許多居民是在附近的主題遊樂園工作的外來員工。
2015年1月，記者發現屋苑開發體量僅僅只有總規劃的一半左右，天都城的項目配套奇缺，周邊除了有幾家蘭州拉面、沙縣小吃之類的小餐館，和銷售著為數不多的商品的小商店外，基本上沒有像樣的購物中心，所以，天都城被記者形容為「鬼城」。
2017年的新闻报道显示，天都城的人口已增长至30000人左右。

## 图片

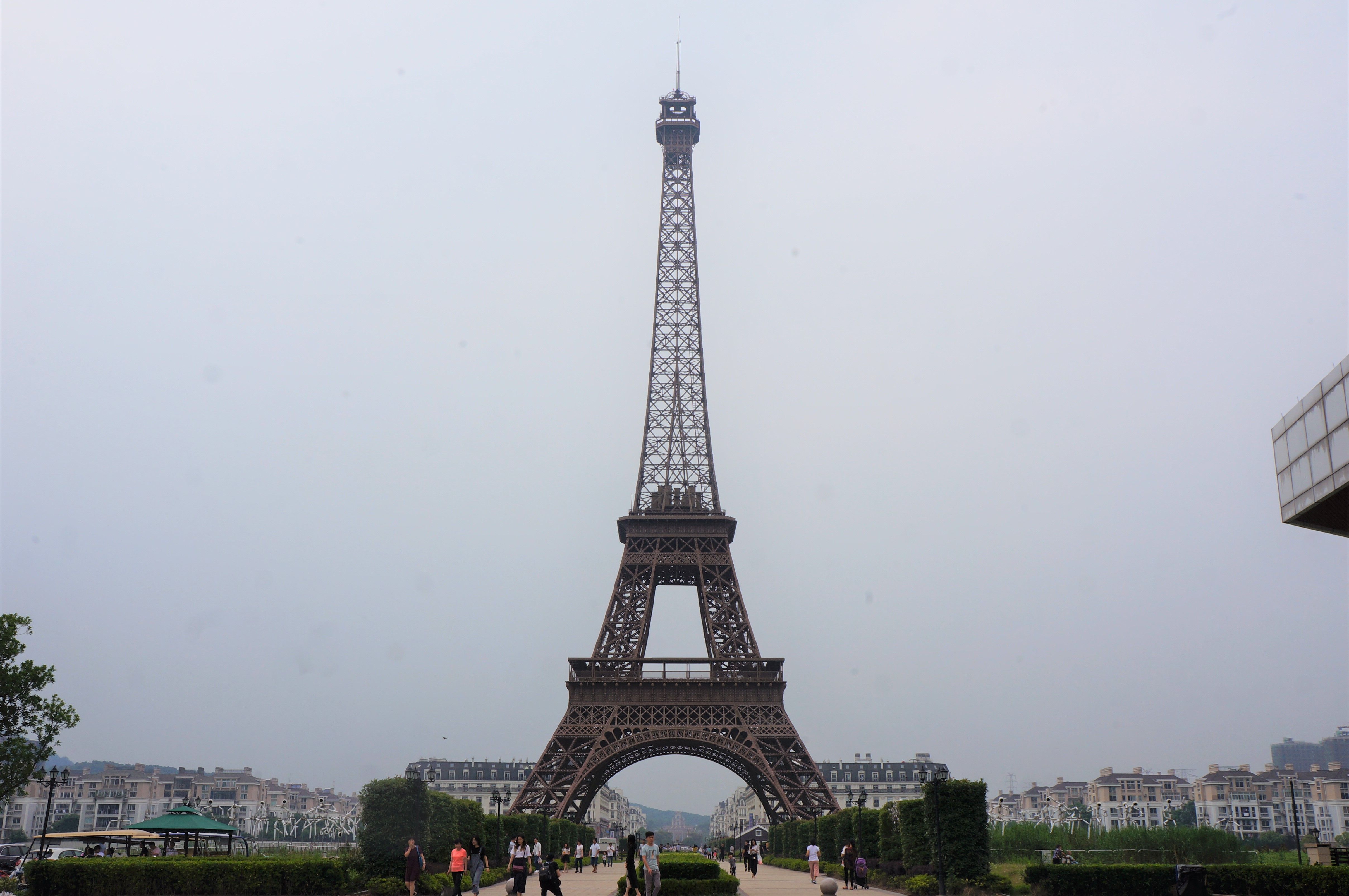
仿造版埃菲尔铁塔
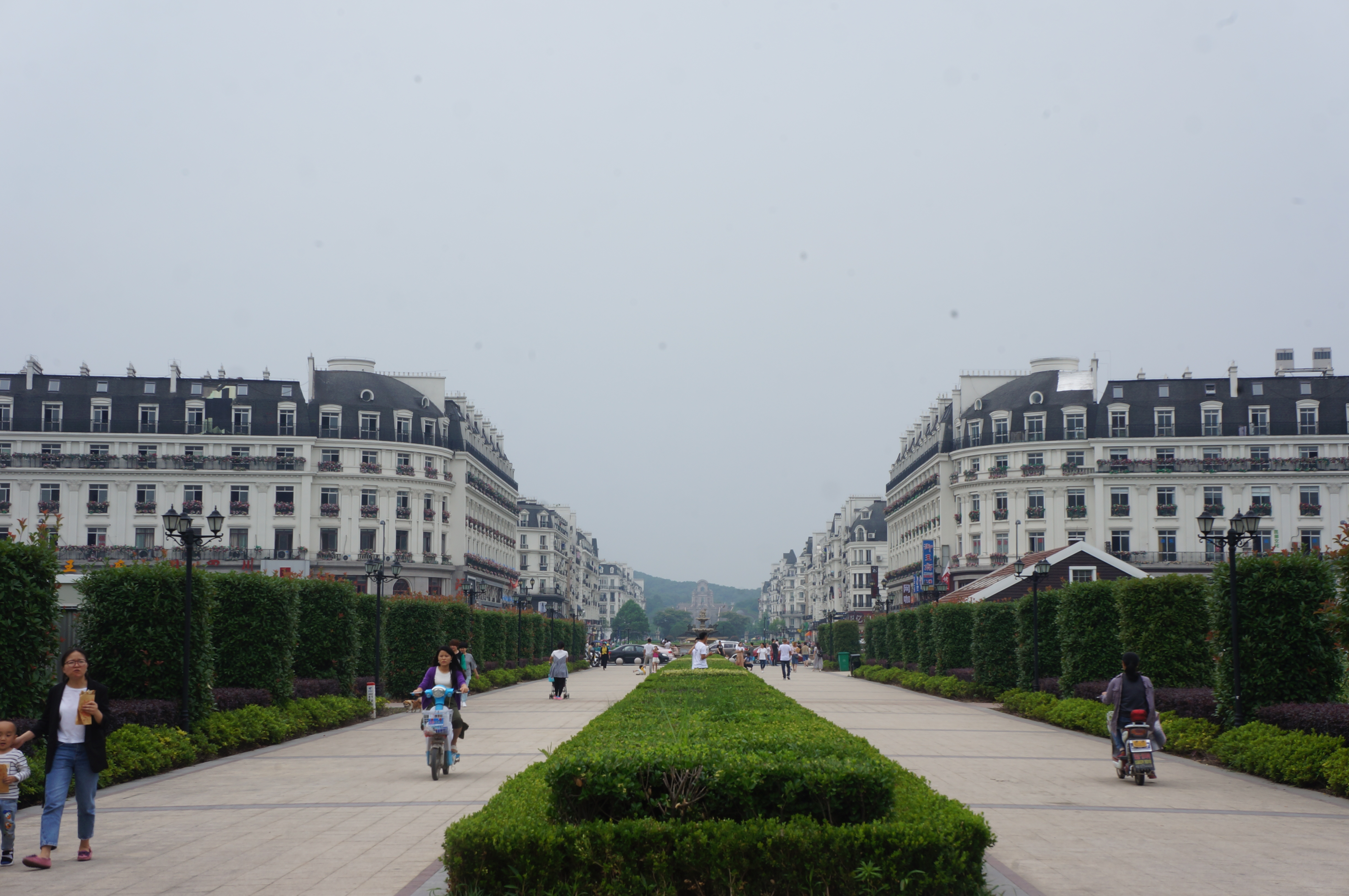
“香榭丽舍大道”（正式名称为香榭路）
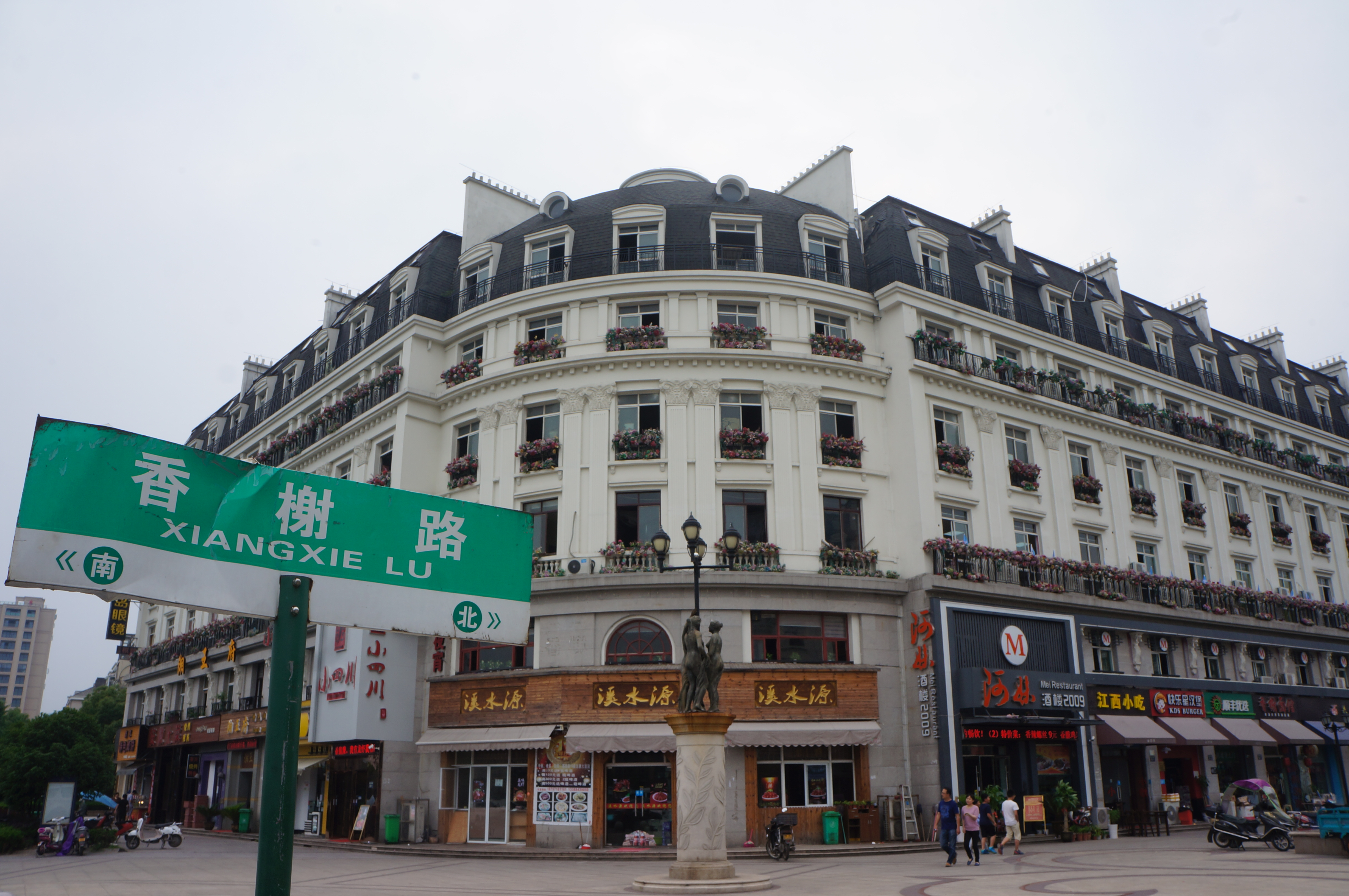
香榭路路牌
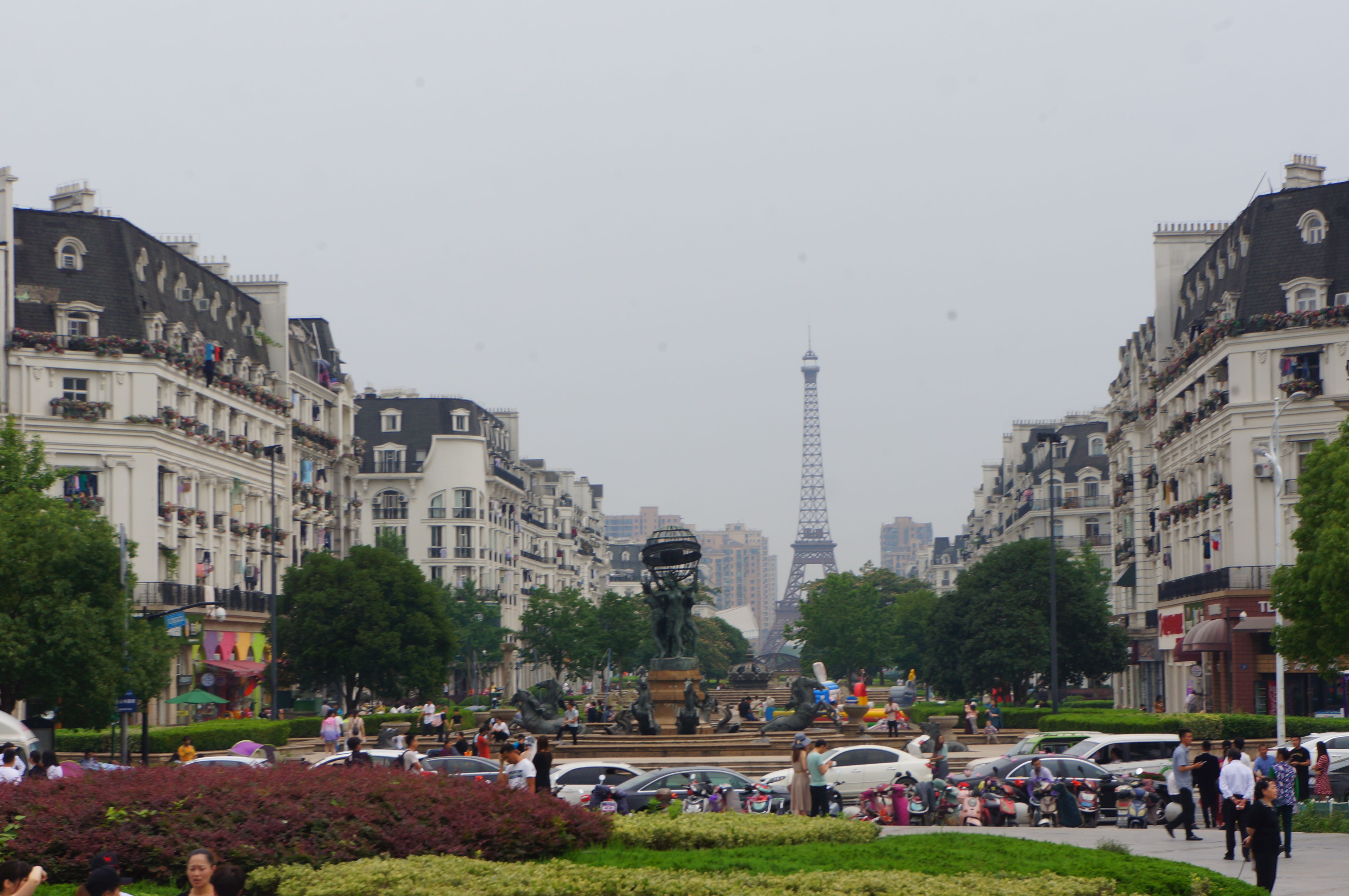
从香榭路北侧远眺
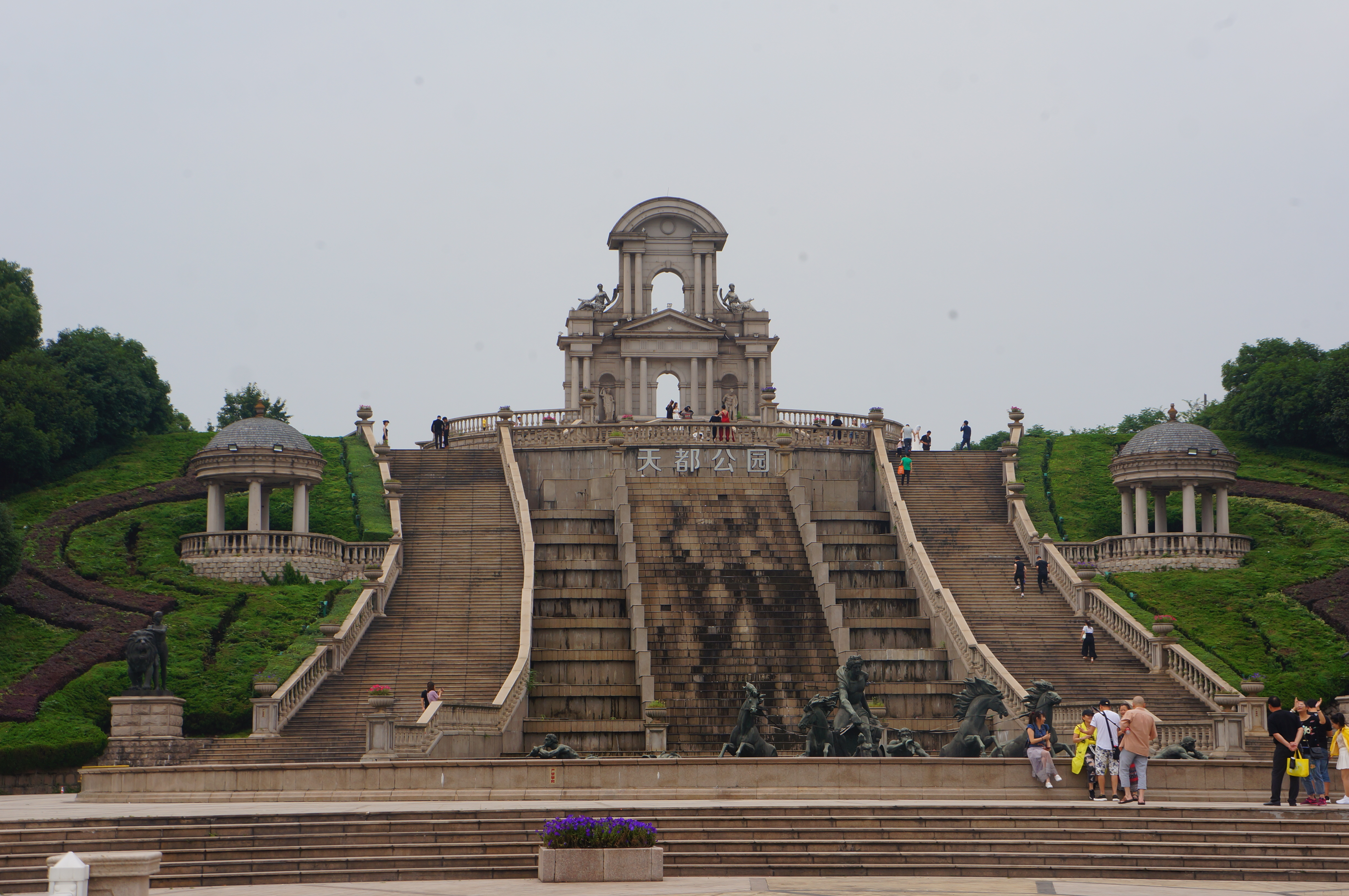
天都公园

## 交通
- 杭州地铁3号线黄鹤山站
- 杭州公交345路

## 外部連結
- 浙江广厦 （页面存档备份，存于）